# Chip Hooper
Chip Hooper (Washington, 24 ottobre 1958) è un ex tennista statunitense.

## Carriera
In carriera ha vinto 5 titoli di doppio. Nei tornei del Grande Slam ha ottenuto il suo miglior risultato raggiungendo i quarti di finale di doppio agli US Open nel 1982, in coppia con il connazionale Peter Rennert, e di doppio misto a Wimbledon nello stesso anno.

## Statistiche

### Doppio

#### Vittorie (5)
| Numero | Anno | Torneo                      | Superficie  | Compagno       | Avversari in finale               | Punteggio     |
| 1.     | 1982 | BMW Open, Monaco di Baviera | Terra rossa | Mel Purcell    | Tian Viljoen Danie Visser         | 6-4, 7-6      |
| 2.     | 1984 | ATP Firenze, Firenze        | Terra rossa | Mark Dickson   | Bernard Mitton Butch Walts        | 7-6, 4-6, 7-5 |
| 3.     | 1986 | Cologne Grand Prix, Colonia | Cemento     | Kelly Evernden | Jan Gunnarsson Peter Lundgren     | 6–4, 6–7, 6–3 |
| 4.     | 1986 | Canada Open, Toronto        | Cemento     | Mike Leach     | Boris Becker Slobodan Živojinović | 6-7, 6–3, 6-3 |
| 5.     | 1986 | ATP Itaparica, Itaparica    | Cemento     | Mike Leach     | Loïc Courteau Guy Forget          | 7–5, 6–3      |